# Национална галерия
Националната галерия, позната от миналото като Национална художествена галерия, е най-големият художествен музей в България. Обект е от 100-те национални туристически обекта на Българския туристически съюз. Намира се в центъра на София. Помещава се в централния корпус и в северозападното крило на бившия Царски дворец, като ползва общ вход с Националния етнографски музей (настанен в югоизточното крило). Носи сегашното си име от 2015 г.
Притежава над 41 000 произведения на живописта, скулптурата, графиката, декоративното и съвременното изкуство, най-богатата сбирка от християнско изкуство по българските земи (IV – XIX век), едни от най-добрите постижения на българските майстори от Възраждането до наши дни, образци на европейското изкуство (XV – XX в.) и уникални творби от Азия, Африка и Америка.

## История
Създадена е с постановление на правителството на 24 ноември 1948 г. като приемник на тогавашната Софийска градска художествена галерия, от която получава доста от експонатите си. Настанява се в Двореца през 1952 г.
През 2014 г. Националният музей на българското изобразително изкуство и Националната галерия за чуждестранно изкуство са обединени в Национален музеен комплекс, който се нарича Национална галерия от юли 2015 г.

## Филиали
Галерията обединява:
- Двореца (пл. „Княз Aлександър I“ № 1) – зали за временни изложби на българско и чуждестранно изкуство
- Квадрат 500 (пл. „Св. Александър Невски“ и ул. „19-ти февруари“ № 1) с представителна експозиция на българско и чуждестранно изкуство от фонда на галерията
- Музея за християнско изкуство в криптата на храм-паметника „Св. Александър Невски“ – постоянна експозиция
- Музея на изкуството от периода на социализма (ул. „Лъчезар Станчев“ № 7) – временни изложби и постоянна експозиция от скулптура на открито
- Софийски Арсенал – Музей за съвременно изкуство (бул. „Черни връх“ № 2) – временни изложби
- Къщите музеи на Вера Недкова, Никола Танев, Иван Лазаров и Андрей Николов.

## Експозиции
На посетителите си галерията предлага няколко постоянни експозиции – на втория етаж в сградата на бившия Царски дворец са изложени около 150 творби, представящи историята на българския живопис от Възраждането до 1960-те години, а на третия се намира постоянната скулптурна експозиция.
В криптата на храм-паметник „Св. Александър Невски“ са изложени и образци на българската иконопис. Експозицията представя християнското изобразително изкуство по българските земи и е сред най-богати колекции на икони в света.
В Музея на изкуството от периода на социализма, открит на 19 септември 2011 г., се представят произведения от периода на социалистическото управление в България (1944 – 1989). В парк с площ от 7 500 кв.м са изложени над 70 творби на монументалната скулптура.
Софийски арсенал – Музей за съвременно изкуство е открит през 2011. До 2017 г. неговата програма включва близо сто събития.
Националната галерия предлага възможността да се посетят къщите-музеи на ярки фигури в историята на българското изкуство и култура от първата половина на ХХ век. Скулптурите на Иван Лазаров и Андрей Николов, и живописта на Никола Танев и Вера Недкова могат да бъдат видени в интериора на домовете, в които част от тях са били замислени и създадени.
Националната галерия представя в залите си и временни експозиции – изложби на съвременни български автори, кураторски проекти, гостуващи експозиции. В залите на НГ се организират и други публични и частни мероприятия: концерти, семинари, коктейли.
Националната галерия определя своята мисия на музей, открит за публиката, който съхранява, изучава и обогатява националната колекция от българско и чуждестранно изкуство за настоящите и бъдещите поколения.

## Фонд
Във фонда си съхранява над 50 000 художествени творби – живопис, скулптура и графика на видни представители на българското изобразително изкуство, от които са изложени над 3000 експоната, както и икони, стенописни фрагменти, щампи, ръкописи и църковна утвар, представящи християнското изкуство.
Сбирката на Националната галерия е най-голямата музейна сбирка в страната, но не са осигурени за всички произведения подходящи за съхранение места. Единственото оборудвано хранилище за живопис се помещава в сградата на бившия Партиен дом, понастоящем сграда на Народното събрание. Друг проблем на фонда е, че поради липсата на държавническо решение за отпускане на средства през последните 15 – 20 години в НГ има изключително малко нови постъпления и то предимно от дарения. Разнообразните търсения, форми и движения в българското визуално изкуство от 1990-те години почти не присъстват в галерията. Някои частни колекции и други галерии имат по-добри възможности за представяне на актуалното състояние на българското изобразително изкуство, а отделни галерии (като галерията-дарение на Светлин Русев например) се опитват да предлагат и своя виждане за историята и развитието на българското изобразително изкуство.